# Doctor Pafke
Doctor Pafke (2015) is een verfilming van verschillende korte verhalen van Jean-Marie Berckmans. Regisseur-scenarist is Kris Verdonck. Dries De Win speelt de hoofdrol en de locatie was Antwerpen.
De soundtrack voor de film werd verzorgd door Stijn Meuris.

## Rolverdeling
| Acteur          | Personage    |
| --------------- | ------------ |
| Dries De Win    | Pafke        |
| Magda Cnudde    | moeder       |
| Lander Cornelis | faceless man |
| Ignace Paepe    | faceless man |

## Prijzen/nominaties
- (2018) finalist - Grand IndieWise Convention in Miami
- (2016) Beste experimentele film - Third Culture Film Festival in Hong Kong;
  - nominatie: Best Director - (Kris Verdonck)
  - nominatie: Best Editor - (Kris Verdonck)
  - nominatie: Best Actor - (Dries De Win)
  - nominatie: Best Soundtrack - (Stijn Meuris & Pascal Deweze)
- (2016) selectie - Golden Sun Festival in Canada
- (2015) selectie - Internationaal Kortfilmfestival Leuven
- (2015) laureaat - Prijs voor Aanstormend Talent in Antwerpen (stad)
- (2015) selectie - Caminhos Film Festival Portugal